# Ferrari Testarossa Zagato F.Z.93
La Ferrari F.Z.93 (Formula Zagato '93) è una vettura realizzata dalla carrozzeria Zagato nel 1993 sulla meccanica della Ferrari Testarossa.
Si tratta della prima Ferrari realizzata dalla Zagato sotto la guida di Andrea Zagato ed è stata presentata al salone internazionale di Ginevra del 1993.

## Il contesto
La vettura è sostanzialmente un esercizio di stile, la cui cura estetica è stata affidata ad Ercole Spada, il quale, per la realizzazione della carrozzeria, si ispira a due veri e propri emblemi della velocità: i caccia militari e le monoposto di Formula 1. La vettura, Infatti, è caratterizzata da linee molto tese, prese d'aria ispirate a quelle dei velivoli da guerra, ed elementi stilizzati che ricordano le monoposto della massima formula. La vettura è stata presentata originariamente in veste bicolore, nera e rossa, per poi essere riverniciata in tinta unita, rossa. La vettura appartiene ad un noto collezionista italiano.